# 7721 Andrillat
A 7721 Andrillat (ideiglenes jelöléssel 6612 P-L) a Naprendszer kisbolygóövében található aszteroida. Cornelis Johannes van Houten,  Ingrid van Houten-Groeneveld és Tom Gehrels fedezte fel 1960. szeptember 24-én.